# 日根野吉時
日根野 吉時（ひねの よしとき）は、安土桃山時代から江戸時代初期の武将。通称は德太郞、九郎右衛門。官位は従五位下筑後守。妻は日根野弘篤の娘か。
日根野弘就の次男。母は金森可重の娘。兄に高吉、弟に日根弘正、弘勝がいる。妹は、浅野氏次の妻となった。子女は、柴田勝重室、弘吉。
はじめ豊臣秀次に仕え、采地2000石を知行した。後に徳川家康に仕える。慶長5年（1600年）、徳川秀忠が下野国宇都宮に発向した際、これに従った。同7年（1602年）、秀忠の勘気を蒙る。
某年、京で没した。50歳。